# Dermabrazja frakcyjna
Dermabrazja frakcyjna – zabieg likwidujący zmarszczki i przebarwienia skóry, powstałe pod wpływem promieni słonecznych oraz przebarwienia naczyniowe, blizny trądzikowe, pooperacyjne i rozstępy. Podstawą zabiegu jest światło lasera, które usuwa stare, uszkodzone komórki i pobudza procesy regeneracji skóry. 
Metoda stosowana jest głównie w obrębie twarzy, szyi i dekoltu. Po zabiegu skóra dochodzi do siebie przez około 4-7 dni.